# Pelican / Mono
Pelican / Mono és un disc compartit del grup estatunidenc Pelican i dels japonesos Mono, que es va llençar l'11d'octubre de 2005.
Només es van posar a la venda 4.000 còpies en vinil. La discogràfica responsable de Mono (Temporary Residence Limited) va treure còpies en negre i en vermell. El segell de Pelican (Hydra Head Records) va vendre còpies en negre, blanc, verd i taronja.
«Ran Amber» és la versió acústica del tema «Red Ran Amber», de Pelican.

## Llistat de pistes
| Núm. | Títol                               | Composició | Durada |
| ---- | ----------------------------------- | ---------- | ------ |
| 1.   | «Ran Amber»                         | Pelican    | 09:03  |
| 2.   | «Angel Tears (James Plotkin Remix)» | Pelican    | 06:44  |
| 3.   | «Yearning»                          | Mono       | 15:44  |